# Colegio Yeshiva
El Colegio Yeshiva (en inglés: Yeshiva College) está ubicado en el barrio de Washington Heights en la ciudad de Nueva York, en el Alto Manhattan. Es la facultad de artes y de ciencias liberales para hombres de la Universidad Yeshiva. El Colegio Stern para Mujeres, en inglés: Stern College for Women) es la contraparte femenina del Colegio  Yeshiva. La arquitectura del edificio refleja la búsqueda de un estilo claramente apropiado para una academia judía americana.
Aproximadamente 1.100 estudiantes, de diversos países, incluidos los estudiantes registrados en la Escuela de Negocios Sy Syms, asisten al Colegio Yeshiva. El 27 de julio de 2009, se anunció que Barry L. Eichler, iba a suceder a David J. Srolovitz como decano del Colegio Yeshiva.
Los estudiantes del Colegio Yeshiva siguen un programa educativo dual que combina las artes y las ciencias liberales y los estudios profesionales con el estudio de la Torá y la herencia judía, reflejando la filosofía educativa conocida como Torá Umadá, que se traduce vagamente como "La Torá y el conocimiento secular" (la interacción entre el judaísmo y la cultura secular).

## Historia
Al igual que muchos colegios y universidades estadounidenses, el Colegio Yeshiva fue fundado como un seminario rabínico religioso. El Seminario Teológico Rabino Isaac Elchanan (RIETS, por sus siglas en inglés) fue establecido en 1896 como la primera yeshivá para llevar a cabo estudios talmúdicos avanzados en los Estados Unidos de América. Su primer presidente, el Dr. Bernard Revel, imaginó una institución en la que los estudiantes de la yeshivá podían "combinar armoniosamente lo mejor de la cultura moderna con el aprendizaje y el espíritu de la Torá". A través de los esfuerzos del Dr. Revel, el Colegio Yeshiva fue fundado en 1928, con 31 estudiantes. La creación del colegio universitario coincidió con el traslado del Seminario Teológico Rabino Isaac Elchanan (RIETS), al recién construido campus de Washington Heights.
Desde sus inicios, el Colegio Yeshiva ha estado capacitando a líderes judíos seculares y religiosos. El crecimiento del alumnado a lo largo de los años, exigió la construcción de las residencias universitarias Rubin y Morgenstern, que complementaron la residencia universitaria Muss original, y que posteriormente fue reformada. El crecimiento de los programas académicos también requirió la creación de la biblioteca Mendel Gottesman, para albergar sus colecciones manuscritos y libros raros. Las colecciones de la biblioteca Pollack tratan sobre los estudios seculares. También tuvo lugar la construcción de los salones Furst y Belfer, para tener un espacio adicional de aula, administración, y laboratorio.
El Colegio Yeshiva cuenta ahora con una matrícula de más de 1.000 alumnos de pregrado y 300 estudiantes adicionales, que aprenden en las principales yeshivas de Israel. Los estudiantes provienen de la diáspora judía mundial, incluyendo a estudiantes de Norteamérica, Sudamérica, Europa, Israel, y Australia. A este diverso cuerpo estudiantil, el Colegio Yeshiva ofrece un variado programa de estudios de judaicos y de artes combinados con servicios intensivos de apoyo para satisfacer sus necesidades educativas, sociales y religiosas.

## Administración

### Asignaturas
Las asignaturas que se imparten en el colegio incluyen:
- Finanzas
- Gestión
- Ingeniería
- Estudios americanos
- Arquitectura
- Arte
- Biología
- Negocios
- Química
- Lenguas clásicas
- Informática
- Economía
- Inglés
- Literatura y escritura
- Hebreo
- Historia
- Estudios judíos
- Matemáticas
- Música
- Filosofía
- Física
- Ciencias políticas
- Psicología
- Salud pública
- Sociología
- Castellano
- Discurso y drama

El Colegio Yeshiva también realiza programas de administración de empresas, odontología, ingeniería, educación judía, estudios judíos, derecho, terapia ocupacional, optometría, medicina, pediatría y trabajo social. El Programa Daniel Abraham Israel permite a los estudiantes que quieren pasar un año en Israel, realizar cursos en un centro educativo israelí.

### Vida estudiantil
Los deportes incluyen baloncesto, tenis, esgrima, golf, fútbol, voleibol, lucha libre, y béisbol. Otras actividades estudiantiles incluyen editar el periódico del colegio y gestionar la estación de radio WYUR.

### Gobierno estudiantil
El gobierno estudiantil incluye la asociación de estudiantes del Colegio Yeshiva (en inglés: Yeshiva College Students Association) (YCSA), la unión de estudiantes de la yeshivá (en inglés: Yeshiva Students Union) (YSU), la organización estudiantil de los programas de estudios de la yeshivá y el judaísmo, y la asociación de estudiantes de la Escuela de Negocios Sy Syms.

### Dormitorios y residencias de estudiantes
Un aproximado del 90% de la población estudiantil vive en el campus. El Campus Wilf incluye tres edificios principales de dormitorios: las residencias Morgenstern, Muss y Rubin. Muchos estudiantes viven en las viviendas independientes de los alrededores, que son administradas por la universidad, o en otros edificios cercanos.[cita requerida]

### Localización
El campus está ubicado en el área de la avenida Ámsterdam y cerca de la calle West 185th (la oficina central de la universidad está situada en el número 500 de la calle 185th).
Los edificios situados en el campus son los siguientes:
- Salón David H. Zysman.
- Salón Sol y Hilda Furst.
- Salón Belfer.
- Centro Schottenstein.
- Biblioteca Mendel Gottesman.
- Centro Deportivo y Piscina Max Stern y Benjamin Gottesman.
- Residencias Ruth y Hyman Muss, Morris y Celia Morgenstern, Joseph y Dora Strenger, Leah y Joseph Rubin.
- Centro de Estudios Judíos Jacob y Dreizel Glueck.